# Tecticipitidae
Tecticipitidae zijn een familie van pissebedden.

## Taxonomie
Het volgende geslacht wordt bij de familie ingedeeld:
- Tecticeps Richardson, 1897